# A Service of Love
Pour plus de détails, voir Fiche technique et Distribution.
A Service of Love est un film muet américain réalisé par John S. Robertson et sorti en 1917.

## Fiche technique
- Titre : A Service of Love
- Réalisation : John S. Robertson
- Scénario : Katherine S. Reed, d'après une nouvelle d'O. Henry
- Production : Vitagraph Company of America
- Distribution : General Film Company
- Date de sortie :
  - États-Unis : 23 juin 1917

## Distribution
- Walter McGrail
- Mildred Manning